# Carl Chun

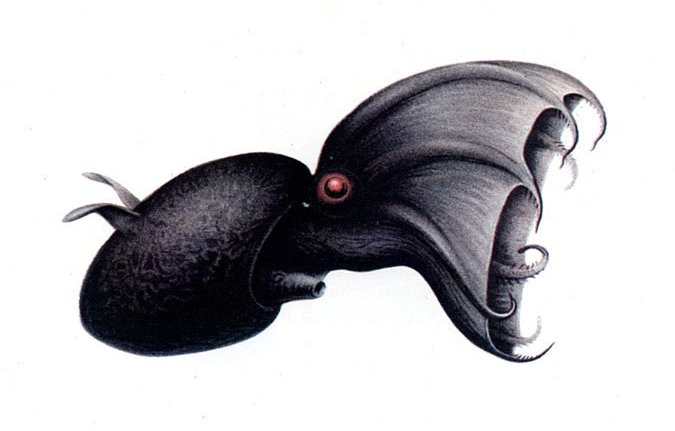
A espécie de choco (Coleoidea) das regiões abissais Vampyroteuthis infernalis (descrita por Carl Chun).

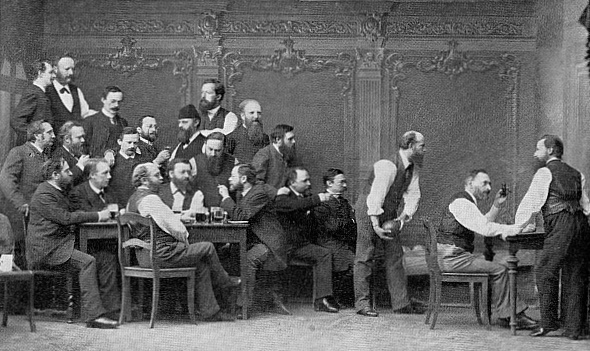
Carl Chun numa noite bólingue da Associação de Ciência Médica (Verein für wissenschaftliche Heilkunde) de Königsberg.

Carl Chun (Höchst am Main, 1 de outubro de 1852 — 11 de abril de 1914) foi um médico, biólogo e explorador do oceano profundo, especialista em teutologia, que se distinguiu como director científico da Expedição do Valdivia (1898-1898) destinada à exploração da região abissal dos oceanos. Era considerado uma das maiores autoridades mundiais nos ctenóforos e cefalópodes das grandes profundidades.

## Biografia
Chun nasceu em Höchst am Main, actualmente parte da cidade de Frankfurt am Main, onde frequentou o Lessing-Gymnasium (Liceu Lessing de Frankfurt). Interessado por biologia, assitiu às palestras realizadas no Theatrum anatomicum (teatro anatómico) da  Fundação Senckenberg.
Concluídos os estudos secundários, estudou zoologia na Universidade de Göttingen (a Georg-August-Universität Göttingen) e depois na Universidade de Leipzig (Universität Leipzig) onde foi orientado por Rudolf Leuckart e onde obteve em 1875 o grau de Doutor em Medicina.
Após um período em que trabalhou como assistente do seu professor orientador na Universidade de Leipzig, em 1876 foi estagiar na Estação Zoológica de Nápoles sob a orientação de Anton Dohrn. Desse período resultou a publicação de uma monografia sobre os Ctenophora (ctenóforos), publicada em 1880 na série sobre a fauna e flora do Golfo de Nápoles da Stazione Zoologica Napoli, obra que lhe granjeou reconhecimento mundial como biólogo marinho.
A partir de 1878 foi admitido como instrutor de zoologia (Privatdozent ou professor de livre-docência) da Universidade de Leipzig, cargo que manteve até 1883 ano em que foi contratado como professor da cadeira de Zoologia da Universidade de Königsberg (a Albertus-Universität Königsberg de Königsberg). 
Particularmente interessado na fauna do mar profundo presentemente conhecida como fauna abissal), procedeu a estudos em que utilizava redes de arrasto profundo por si desenvolvidas e construídas, utilizando os seus períodos de férias para no Mediterrâneo aperfeiçoar as suas técnicas de pesca para captura de animais marinhos pelágicos. Com essas redes investigou a fauna de várias regiões do Mediterrâneo, com destaque para as costas da Córsega e Dalmácia, e no Oceano Atlântico em torno das ilhas Canárias.
Os estudos sobre a fauna marinha abissal das Canárias resultaram de uma viagem às ilhas Canárias que realizou no inverno de 1887/1888, e resultaram na publicação da obra intitulada Die pelagische Tierwelt in größeren Meerestiefen und ihre Beziehung zur Oberflächenfauna (A fauna pelágica nas grandes profundidades e a sua relação com a fauna de superfície), um trabalho pioneiro na investigação sobre o plâncton marinho.
No ano de 1881 foi eleito membro da Academia Alemã de Ciências Leopoldina (Deutsche Akademie der Naturforscher Leopoldina).
Em 1889, foi um dos cientistas que a bordo do vapor National integraram a expedição alemã para o estudo do plâncton (a Plankton-Expedition) onde liderou o estudo dos ctenóforos e sifonóforos planctónicos.
Carl Chun, que já era considerado uma autoridade em biologia marinha, foi nomeado em 1891 professor de Zoologia na Universidade de Breslau (a Schlesische Friedrich-Wilhelms-Universität, na então cidade de Breslau da Silésia, hoje Wroclaw na Polónia), assumindo o cargo a partir de 1892.
O seu grande empenho na exploração do mar profundo, e reputação de grande especialista na fauna das regiões abissais, ao tempo um tema controverso e pouco conhecido, levou a que o congresso dos cientistas e médicos alemães (Versammlung Deutscher Naturforscher und Ärzte), realizado em Setembro de 1897 em Braunschweig, aprovasse a sua proposta de realização de uma expedição científica destinada especificamente à exploração global do mar profundo. Por uma resolução da assembleia, Carl Chun foi mandatado para solicitar "ao mais alto nível" os apoios públicos necessários para implementar o seu plano de investigação. A acção de Carl Chun, e o seu prestígio, levaram a que o imperador Wilhelm II, o Conselho Federal (Bundesrat) e o Parlamento Imperial (Reichstag) aprovassem em Janeiro de 1898 os elevados montantes financeiros necessários à realização da expedição.
Em tempo recorde, o navio a vapor Valdivia, anteriormente utilizado como vapor da carreira postal entre a Alemanha e a América do Sul, foi equipado para satisfazer a exigências de uma expedição oceanográfica. Sob a liderança científica de Carl Chun, a expedição partiu em 31 de Julho de 1898 do porto de Hamburgo, para explorar os profundos mares desde as regiões tropicais aos mares subantárticos.
A viagem do Valdivia consistia num périplo através do Atlântico ao redor da ponta sul da África até ao Oceano Austral, depois pelo Oceano Índico, que atravessaria até ao Mar Vermelho, regressando à Alemanha pelo Canal do Suez e pelo Mediterrâneo. Em 16 de Dezembro de 1898, a expedição alcançou o ponto mais ao sul, em frente à Antárctida nas costas da Terra de Enderby e, em seguida, num longo troço em direcção ao norte até atingir as costas de Samatra. No Oceano Austral, a expedição visitou a Ilha Bouvet e as Ilhas Kerguelen, e outras ilhas da área, ao tempo pouco conhecidas. A partir daí, o navio iniciou um percurso de regresso à Europa, que o levaria via Sri Lanka e Seychelles, à costa leste da África. A última, de um total de 268 estações de investigação realizadas, foi feita perto do Cabo Guardafui. A expedição chegou ao porto de Hamburgo a 1 de maio de 1899.
Nesse mesmo ano de 1898 foi nomeado professor catedrático de Zoologia na Universidade de Leipzig, posição que manteria até falecer. Em Leipzig, para além das suas funções docentes, desenvolveu intenso trabalho de investigação, especialmente na identificação e classificação biológica dos espécimes recolhidos durante a Expedição Valdivia, e na publicação dos resultados obtidos. Além de se dedicar intensamente à coordenação geral da publicação dos resultados da expedição, Carl Chun escreveu a parte científica referente aos cefalópodes. 
No conjunto do processo de estudo dos materiais e observações recolhidos pela Expedição Valdivia, mais de 70 cientistas participaram no processamento, incluindo sir John Murray, o organizador da Expedição Challenger. A publicação completa do trabalho, que apareceu a público em 24 volumes e 95 fascículos individuais, continuou até 1940.
Carl Chun não viu a conclusão deste trabalho, pois faleceu em Leipzig a 11 de abril de 1914, vítima de uma doença cardíaca crónica. Grande parte do legado científico de Carl Chun pode ser encontrado hoje no Museu de História Natural de Berlim e no Museu de História Natural Senckenberg em Frankfurt am Main.
Em 1902/1903, foi eleito presidente da Sociedade Zoológica Alemã (Deutsche Zoologische Gesellschaft), sendo também, desde 1898, membro pleno da Academia de Ciências da Saxónia (Sächsische Akademie der Wissenschaften). Em 1905, foi eleito membro correspondente da Academia das Ciências da Baviera (Bayerische Akademie der Wissenschaften). Em 1906 foi eleito presidente da Sociedade de Naturalistas e Médicos Alemães (Gesellschaft Deutscher Naturforscher und Ärzte). Em 1911, foi distinguido com a Medalha Cothenius (Cothenius-Medaille) da Academia Leopoldina.
Carl Chun foi casado com Lily Vogt (1860–1940), filha do Professor Carl Vogt. Carl Vogt (1817–1895) foi deputado no Parlamento Nacional de Frankfurt (Frankfurter Nationalversammlung) e a partir de 1852 Professor na Universidade de Genebra.
A filha de Carl e Lily Chun, Annie, nascida em 1885, foi a primeira esposa do zoólogo Otto zur Strassen, participante da expedição do Valdivia; a filha Lily, nascida em 1887, foi a política social-democrata Lily Pringsheim, casada com o fisiologista vegetal Ernst Georg Pringsheim.
Em 1909 foi produzida uma medalha comemorativa com a sua efígie.

## Obras

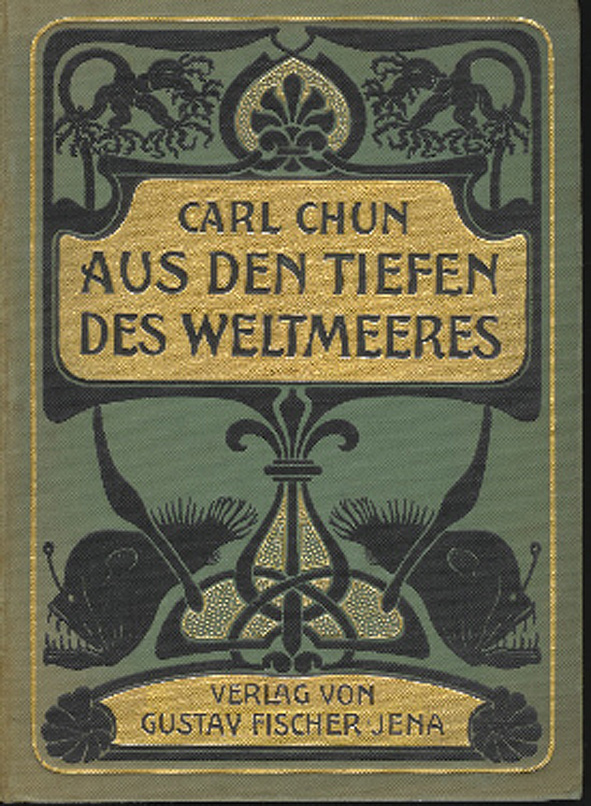
Capa da 1ª edição do best-seller Aus den Tiefen des Weltmeeres (Das profundezas dos oceanos do mundo, publicado em 1900).

Entre muitas outras dispersas por periódicos científicos,  é autor das seguintes obras:
- Die Ctenophoren des Golfes von Neapel und der angrenzenden Meeres-Abschnitte: eine Monographie. Fauna und Flora des Golfes von Neapel und der angrenzenden Meeres-Abschnitte hrsg. von der Zoologischen Station zu Neapel, 1: XVIII, 313 pp., Stazione Zoologica Napoli, Leipzig: Engelmann, 1880
- Katechismus der Mikroskopie. Webers illustrierte Katechismen. 138 pp., Leipzig: S.Weber, 1885
- Die pelagische Thierwelt in grösseren Meerestiefen und ihre Beziehungen zu der Oberflächenfauna. Bibliotheca Zoologica 1 (1): 66 pp., Cassel: Fischer, 1887
- Die Beziehungen zwischen dem arktischen und antarktischen Plankton. 64 pp., Stuttgart: Nägele, 1897
- Aus den Tiefen des Weltmeeres. 1. Auflage, 549 pp., Jena: Fischer, 1900
- Aus den Tiefen des Weltmeeres. 2. Auflage, 592 pp., Jena: Fischer, 1903
- Die Cephalopoden T. 1: Oegopsida. Wissenschaftliche Ergebnisse der deutschen Tiefseeexpedition auf dem Dampfer Valdivia 1898–1899, 18(1), Jena: Fischer, 1910
- Die Cephalopoden T. 2: Myopsida, Octopoda. Wissenschaftliche Ergebnisse der deutschen Tiefseeexpedition auf dem Dampfer Valdivia 1898–1899, 18(2), Jena: Fischer, 1910